# Histoire de la France au XVIIIe siècle

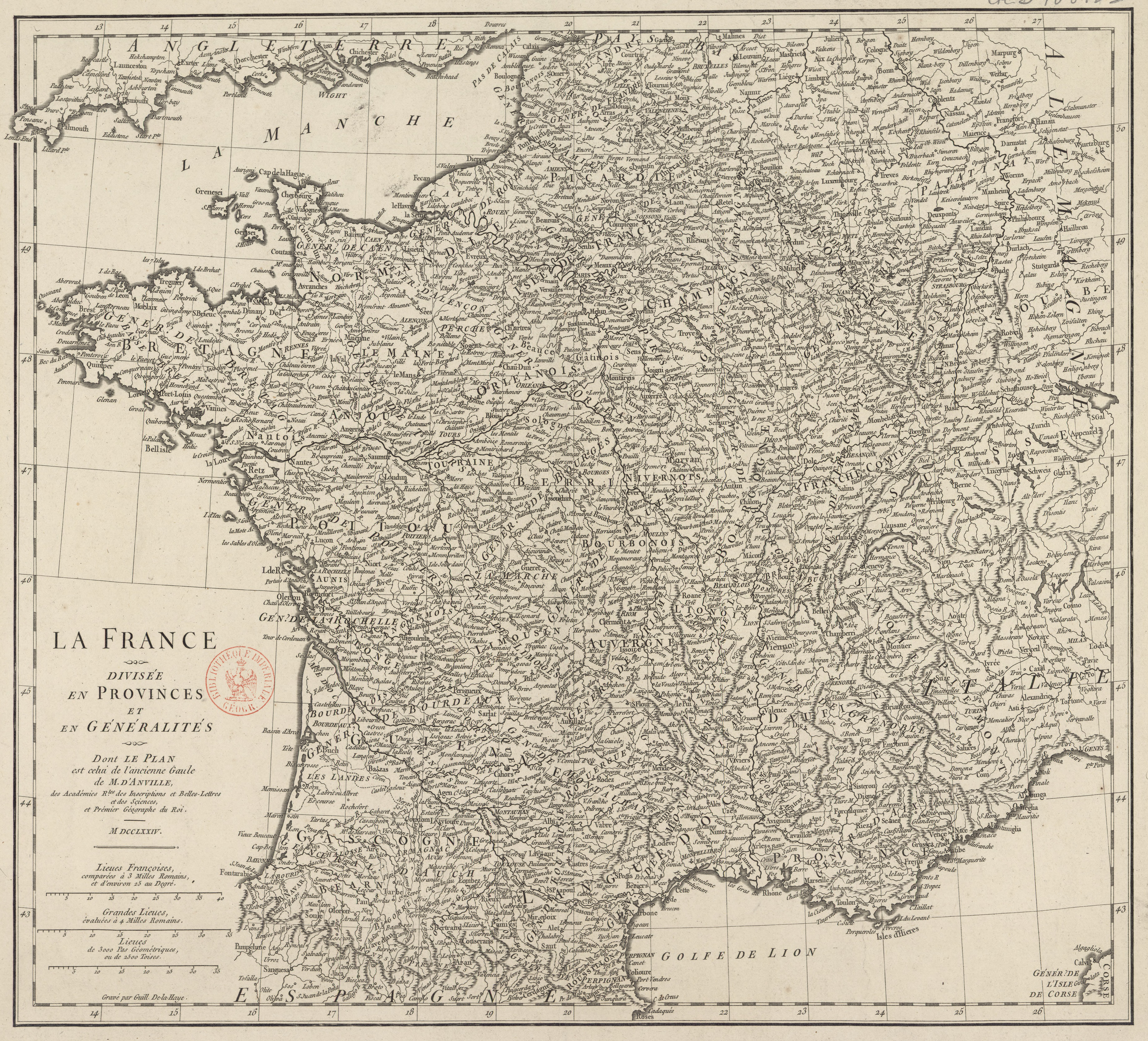
La France au XVIIIe siècle.

Pour un article plus général, voir Histoire de France.

## Régence (1715-1723)
Le nom de Régence désigne en France la période de minorité de Louis XV, pendant laquelle le pouvoir, au sein du royaume de France, a été exercé par le prince de sang Philippe d’Orléans.
En 1715, Louis XIV laissait pour successeur un enfant de cinq ans. Louis XV succéda à son arrière-grand-père, le Roi Soleil, qui avait fait de la France la première puissance européenne. Pendant les huit années qui suivirent, le duc d’Orléans, neveu du défunt roi, assura la Régence.
La Régence fut marquée par une violente réaction contre tout ce qui avait caractérisé la fin du règne précédent. Versailles fut provisoirement délaissé.

## Le système de Law

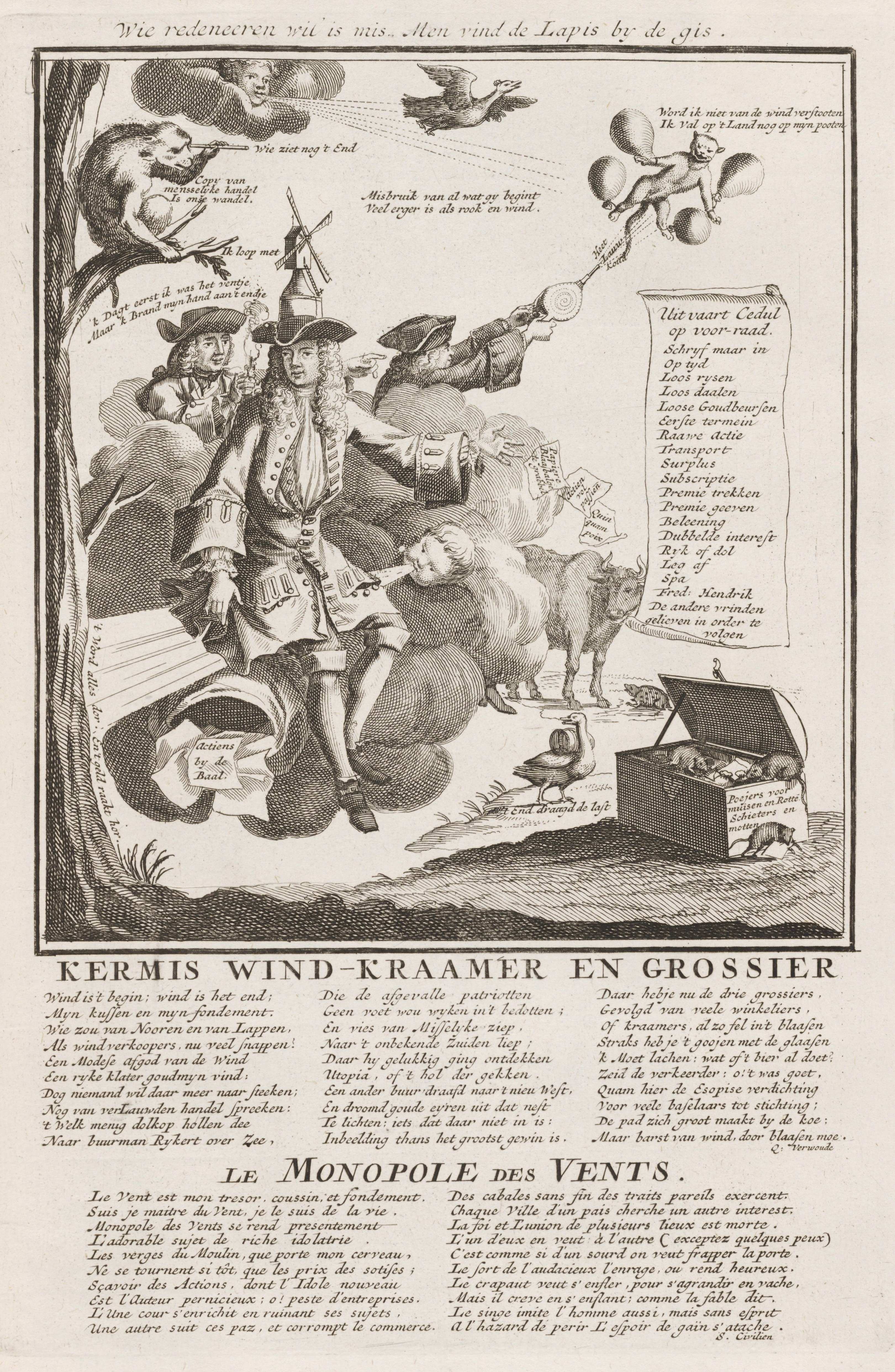
Caricature de Law et de son système (1720).

À la mort de Louis XIV, le Trésor était vide et les revenus des deux années suivantes étaient déjà dépensés. Dans le but de résoudre cette crise monétaire, le système de l’économiste écossais Law, devenu Contrôleur général des Finances en 1720, visait à augmenter la masse monétaire en ayant recours à la création et à la généralisation du papier-monnaie. Cette réforme devait produire une hausse d’activité commerciale ainsi que l’extinction progressive de la dette publique. Law va donc introduire le papier-monnaie en 1716 et créer une banque privée qui deviendra la Banque Royale en 1718. Les actions montant en flèche, leur valeur baissa. Pris de peur, le public perdit confiance dans les billets et exigea leur remboursement en or et en argent. La valeur des billets émis dépassant de beaucoup l’encaisse de la banque, celle-ci fit faillite et Law prit la fuite. Le système avait donc échoué. Le commerce maritime en avait reçu une vive impulsion, mais en France la confiance du public dans les banques fut détruite pour longtemps.

## LouisXV(1723-1774)
Au début de 1723, Louis XV fut déclaré roi. Mais jusqu’en 1743, il se déchargea du pouvoir, d’abord sur le Régent qui mourut quelques mois plus tard, puis sur le duc de Bourbon et enfin sur son ancien précepteur, le cardinal de Fleury qui parvint à rétablir les finances. Après la mort de ce dernier en 1743, les premiers actes du roi semblèrent montrer qu’il était disposé à gouverner lui-même. La publication de l'Encyclopédie fut interdite.
Louis XV avait de l’esprit et du bon sens, mais il manquait de volonté et de confiance en lui. Au lieu d’exercer lui-même le métier de roi, il l'abandonna aux favorites qui y placèrent leurs créatures ainsi madame de Pompadour imposa le duc de Choiseul tandis que madame du Barry qui lui succéda mit en avant les "triumvirs": le duc d'Aiguillon, l'abbé Terray et Maupeou.  Si le duc de Choiseul favorisa indirectement l’opposition des parlements et des philosophes, en 1770, le roi poussé par les triumvirs cassa les Parlements. Les dernières années de sa vie, Louis XV manifesta un vif désir de reprendre les choses en main. 
De plus, la France jouissait d’une relative prospérité : la consommation progressa et les prix des biens manufacturés ou importés augmentèrent... Elle subissait pourtant une série de crise qui amplifiait un désir de changement...

## LouisXVI(1774-1789)
Le 10 mai 1774, à la mort de Louis XV, son petit-fils devint roi sous le nom de Louis XVI. Désireux d'améliorer le sort de son peuple, Louis XVI surnommé le Juste tenta tout au long de son règne de faire des réformes qui n'aboutirent pas car les ministres se butèrent à l'opposition des privilégiés: tout d'abord la noblesse puis les parlements qu'il avait imprudemment rétablis à son avènement.  Si la France était riche, l'État était pauvre et le soutien que la France apporta à la guerre d'Indépendance Américaine fut un gouffre d'argent qui aggrava la situation financière du royaume. Parallèlement à cela, une série de scandales dont l'affaire du collier est la plus fameuse furent les signes précurseurs de la dévaluation du pouvoir monarchique dans l'opinion publique. Dès 1787, Louis XVI décide de réunir les notables afin de trouver une solution mais ces deux assemblées ne servirent à rien car composées de privilégiés, les réformes étaient vouées à avorter. La seule solution afin de rétablir les finances était de lever de nouveaux impôts, les Parlements se déclarèrent impuissants à le faire et Louis XVI accepta dès lors de réunir les États Généraux qui eux seuls avaient ce pouvoir.

## LaRévolution(1789-1799)
Louis XVI convoqua les États généraux qui se réunirent à Versailles début mai 1789. Après un processus complexe de dissensions, notamment sur le mode de représentativité de ses membres et l’étendue de leurs fonctions, une très grande partie du Tiers état, mais aussi un grand nombre de nobles et de membres du clergé se réunissent hors du contrôle royal, où ils se proclament illégalement Assemblée Nationale, ayant un pouvoir législatif et non plus seulement consultatif comme celui des États généraux. La Constituante abolit l’absolutisme et la féodalité. Elle adopta la Déclaration des droits de l’homme et du citoyen et une constitution donna à la France « une et indivisible ».

La Prise de la Bastille par Jean-Pierre Houël (1789).

Les "Sans-culotte", attaquèrent le siège de Louis XVI en dépit des menaces de la Suisse et de l'Autriche et, après avoir massacré les gardes Suisses, prirent les Tuileries. Louis XVI prit la fuite at alla se cacher dans l'assemblée mais, par peur, celle-ci les dénonça aux sans-culotte. Louis XVI se fit décapiter peu de temps avoir été capturé et emprisonné.

## Sources
https://educadhoc.fr/reader/textbook/9782401090187/fxl/Page_70